# Mészáros Blanka
Mészáros Blanka (Kiskunhalas, 1991. március 3. –) Junior Prima-díjas magyar színésznő.

## Életpályája
1991-ben született Kiskunhalason, gyermekkorát Kunfehértón töltötte. Gimnáziumi tanulmányait Kiskunhalason a Református Gimnáziumban folytatta, ahol a színjátszókör tagja lehetett. A budapesti Kodály Zoltán Gimnáziumban érettségizett. 2010-2015 között a Színház- és Filmművészeti Egyetem tanulója. 2015-2020 a Katona József Színház tagja volt, ahol gyakorlatát is töltötte. 2020-tól a Radnóti Színház színésze.

### Magánélete
Első férje Wunderlich József színész volt; 2017-ben váltak el.
Második férjével, K. Kovács Ákos operatőrrel 2020-ban házasodtak össze. Apósa Kovács Frigyes színművész.

## Filmjei
- Nyersanyag (magyar filmdráma, 2024)
- Semmelweis (magyar életrajzi dráma, 2023)
- Kilakoltatás (magyar vígjáték, 2022)
- Hét kis véletlen (magyar filmdráma, 2020)[9]
- Guerilla (magyar nagyjátékfilm, 2019)
- Tóth János (magyar sorozat, 2019)
- Rossz színész (magyar kisjátékfilm, 2018)
- Brazilok (magyar vígjáték, 2017)
- #Sohavégetnemérős színész (magyar játékfilm,[10] 2016)
- Disznóvágás (TV film) színész (magyar kisjátékfilm, 2016)
- Semmi bogár (kisfilm, 2016)[11]
- Szinte (kisfilm, 2015)[12]

## Színházi szerepei
A Színházi adattárban regisztrált bemutatóinak száma: 18.
- Jeanne d'Arc (Jeanne d'Arc, Katona József Színház)
- Pallasz Athéné (Ithaka, Homérosz: Odüsszeia alapján, Katona József Színház)
- Lina/Trude (Alfred Döblin: Berlin, Alexanderplatz, Katona József Színház)
- Szereplő (Nyikolaj Vaszilijevics Gogol: Holt Lelkek, Katona József Színház Sufni)
- Kszényija, cárlány (Alekszandr Puskin: Borisz Godunov, Katona József Színház)
- Li Napsugár (Frances Ya-Chu Cowhig: A tökéletes boldogság világa, Katona József Színház Kamra)
- Emilia Galotti (Gotthold Ephraim Lessing: Emilia Galotti, Katona József Színház Kamra)
- Margaréta, Szfinx/Galatea/Lány/Bűn (Johann Wolfgang von Goethe: Faust I-II., Katona József Színház)
- Középső lány, 14 éves (Borbély Szilárd: Az Olaszliszkai, Katona József Színház)
- Viola (William Shakespeare: Vízkereszt, vagy amit akartok, Pesti Színház)
- Nyina Zarecsnaja (Csehov: Sirály, Katona József Színház)
- Gabriele von Kant (Rainer Werner Fassbinder: Petra von Kant, Katona József Színház)
- Éliante (Molière: A mizantróp, Katona József Színház)
- Juli (Molnár Ferenc: Liliom, Kecskeméti Katona József Színház)
- III. (Székely Csaba: 10, Radnóti Színház)
- Mrs. Hudson / Barbara (Ray Bradbury: 451 Fahrenheit, Radnóti Színház)
- Mitzi, jelentéktelen harmincas (Franz Xaver Kroetz: A vágy, Radnóti Színház)
- Antigoné (Szophoklész: Antigoné, Radnóti Színház)
- Erzsébet (Friedrich Schiller: Don Carlos, Radnóti Színház)
- Jo (Shelagh Delaney: Egy csepp méz, Radnóti Színház)
- Ani/Sasha/Callie (Branden Jacobs-Jenkins: Gloria, Radnóti Színház)
- Cafka (Szálinger Balázs: Kályha Kati, Radnóti Színház)

## Díjai és kitüntetései
- Máthé Erzsi-díj (2016)
- PUKK-díj (2017)
- Soós Imre-díj (2018)
- Junior Príma díj (2018)[13]
- Arany Medál díj (2019)[14]
- POSZT – A legjobb 30 év alatti színésznő (2019)
- Színikritikusok Díja – A legjobb női főszereplő (2019)
- Magyar Mozgókép Díj – A legjobb női mellékszereplő (2024) /Semmelweis/